# Bulbophyllum luciphilum
Bulbophyllum luciphilum là một loài phong lan thuộc chi Bulbophyllum.